# وست کیستر
وست کیستر (به انگلیسی: West Caister) یک روستا و محله مدنی در بریتانیا است که در Great Yarmouth واقع شده‌است. وست کیستر ۶٫۸۵ کیلومتر مربع مساحت و ۱۷۵ نفر جمعیت دارد.